# Chazarská teorie
Chazarská teorie přisuzuje zásadní podíl na vzniku starého ruského státu kočovným Chazarům, jejichž říše se rozkládala východně od sídel Slovanů. 

## Původ teorie
Méně známá chazarská teorie se objevila analogicky s normanskou teorií. Přeceňovala působení východních vlivů na rané dějiny Slovanů. Jejím tvůrcem byl Schlözerův žák a názorový protivník ve výkladu Nestorova díla Johann Ewers, který působil na universitě v ruském Jurjevu. Počátkem 19. století vyslovil názor, že ruští Varjagové byli „lid chazarského kmene“ — tento názor ovšem na rozdíl od normanismu upadl brzy v zapomnění. Diskuse o chazarismu byla obnovena v sovětské éře, kdy byly obě teorie ideologicky zneužívány.